# Pub Rock
Als Pub Rock wird eine Anfang der 1970er Jahre in England (vor allem in London und Essex) entstandene Spielart des Rock bezeichnet, die primär von Mitgliedern der Arbeiterklasse ausging und sich vor allem durch eine Club-Atmosphäre und den dadurch möglichen engen Kontakt zwischen Musikern und Publikum auszeichnete. Musikalisch war Pub Rock vor allem eine Rückbesinnung auf die 1960er Jahre, als die Beat- und R&B-Musikwelle eine rege landesweite Livemusikclubszene hervorbrachte. Zu den ersten Vertretern des Pub Rock zählten neben anderen die Gruppen Eggs over Easy, Brinsley Schwarz, Ducks Deluxe, Dr. Feelgood, Kilburn and the High Roads und Bees Make Honey.

## Entstehung
Der technologische Fortschritt, die in Gigantomanie ausartenden Bühnenshows und größeren Zuschauerzahlen hatten zu einer Diskrepanz zwischen den beteiligten Musikern und einem Teil des Publikums geführt. Der Superstar-Rock um Pink Floyd, Genesis, David Bowie, Deep Purple hatte ein an einfacher Musik interessiertes Publikum nach Alternativen suchen lassen. Dieses Publikum hatte wenig Interesse an immer komplexer werdenden musikalischen Strukturen und immer größer werdendem Bühnenequipment. Als Gegenteil davon hatte Pub Rock vor allem im Untergrund Erfolg – einfache Musik, dargeboten in kleinen Clubs und Kneipen, die ohne wohlkalkulierte Stageshows und exzessive Soli auskam, dafür aber vor allem darauf angelegt war, durch solide musikalische Virtuosität „den Funken zum Publikum überspringen“ zu lassen. Gruppen wie Starry Eyed And Laughing wurden durch komplexe Vokalarrangements und 12-String-Rickenbacker-Sounds zu Publikumslieblingen. Die aus Australien nach London emigrierten Max Merritt & The Meteors überzeugten durch einen vielschichtigen Sound der sowohl Anleihen aus dem R&B, dem Country-Rock und dem Pop vereinte.

## Pub Rock und Punk
Allgemein wird Pub Rock als einer der Vorläufer des Punk gesehen, der ab 1976 in England populär wurde. Lee Brilleaux half mit einem Darlehen von 400 GBP Stiff Records zu gründen, Joe Strummer spielte mit den 101’ers Pub Rock, bevor er mit The Clash erfolgreich war. Eddie & the Hot Rods waren zunächst eine reine Pub-Rock-Band, bevor sie auch mit Punk-Rock assoziiert wurden. Kommerziell gesehen war Pub Rock bis auf wenige Ausnahmen (Dr. Feelgood kam mit dem Livealbum Stupidity auf Platz 1 der Charts, Eddie & the Hot Rods landete mit Do anything you want to do einen Hit) nicht erfolgreich. Das lag zum einen an der Rückbesinnung des Pub Rock an die geerdete Musik der 1960er Jahre, als auch an dem wenig spektakulären Auftreten der Pub-Rock-Bands. Pub Rock war auf der einen Seite zwar innovativ, indem durch Bands wie The 101’ers oder Dr. Feelgood die Grundlagen für den britischen Punkrock gelegt wurden, aber auf der anderen Seite aber zu intellektuell, um kommerziell erfolgreich zu sein. Eine der erfolgreichsten Bands, die zu den Vorläufern des Pubrock zählen und eine Zeit lang der Szene zugerechnet werden konnte, war Rockpile um Dave Edmunds und Nick Lowe.
Pub Rock bediente ein weites musikalisches Spektrum von Rhythm & Blues über Country-Rock bis hin zu Power Pop. Trotz aller musikalischen und stilistischen Unterschiede hatten Pub Rock und Punk den direkten Publikumsbezug gemeinsam, der sich in der sogenannten progressiven Musikszene nicht mehr feststellen ließ.

## Wichtige Vertreter des Pub Rock
| - Dr. Feelgood - Shakin’ Stevens - Eddie & the Hot Rods - Ian Dury & the Blockheads - Kilburn & The High Roads - Joe Strummer und The 101’ers - Kursaal Flyers - Brinsley Schwarz - Ace - Ducks Deluxe | - The Inmates - Nick Lowe - Eggs over Easy - Chilli Willi and the Red Hot Peppers - The Count Bishops - Nine Below Zero - Sean Tyla / Tyla Gang - Lew Lewis Reformer - Wilko Johnson - Mickey Jupp - Max Merritt & The Meteors - Starry Eyed And Laughing |